# Trebaseleghe

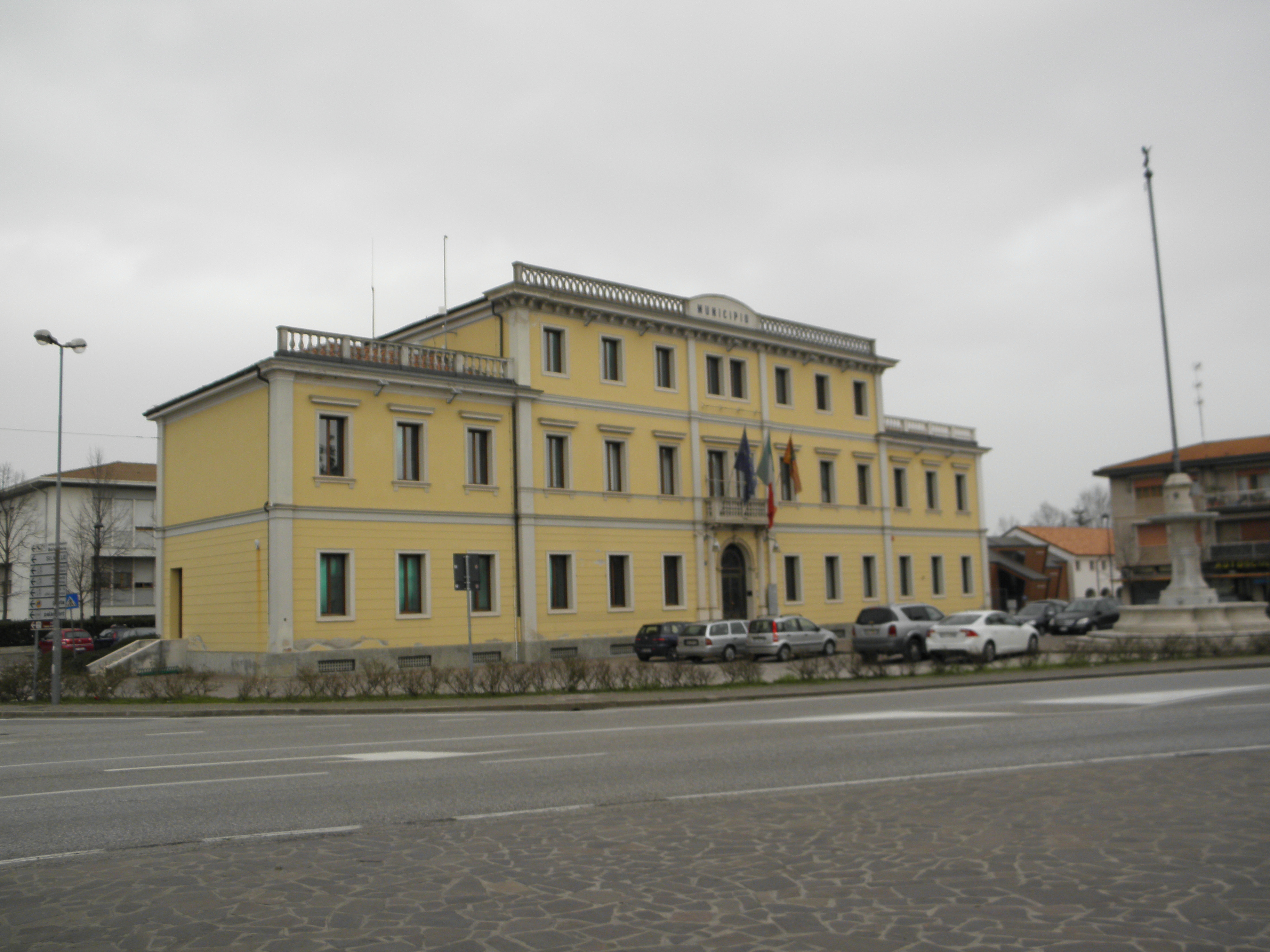
Tòa thị chính Trebaseleghe

Trebaseleghe là một đô thị thuộc tỉnh Padova vùng Veneto, tọa lạc cách khoảng 25 km về phía tây bắc của Venezia và cách khoảng 25 km về phía đông bắc Padova. Tại thời điểm ngày 31 tháng 12 năm 2004, đô thị này có dân số 11.535 người và diện tích 30,7 km².
Đô thị Trebaseleghe bao gồm các frazioni (các đơn vị cấp dưới, chủ yếu là làng) Sant'Ambrogio, Silvelle, and Fossalta.
Trebaseleghe giáp các đô thị: Camposampiero, Massanzago, Noale, Piombino Dese, Scorzè, Zero Branco.